# Fonction administrative
Fonction administrative peut signifier : 

## Administration
En sciences de l'administration, la fonction administrative est selon Henri Fayol celle qui assure la direction de l'entreprise, qui pour lui est synonyme de planification, organisation, décision, direction et contrôle (PODDC).    

## Droit
En droit administratif québécois, les règles propres à l'exercice de la  fonction administrative sont celles qui énoncent les devoirs de l'agent de l'administration publique envers l'administré. La fonction administrative est codifiée dans la Loi sur la justice administrative aux articles 2 à 8 LJA et les irrégularités dans l'exercice de celle-ci donnent lieu à des contestations administratives .